# الحمام (مطروح)
الحمّام أحد أكبر مدن الساحل الشمالي (مصر) ومركز إداري يتبعه عدد من القرى، وتتبع محافظة مطروح رغم أنّها أقرب إلى مدينة الإسكندرية. وتقترب الحمام من مناطق الامتداد العمراني لغرب الإسكندرية حيث برج العرب الجديدة والعجمي والعامرية. وهي حاضنة لقرى الساحل الشمالي وبها أسواق تجارية. أشهر شوارعها هو شارع الإسكندرية الذي يمتد لمسافة 5 كم.
ومن المقترح تحويل الساحل الشمالي إلى محافظة جديدة تضم بين جنباتها مدن برج العرب الجديدة (عاصمة إدارية) ويتبع لها مدن الحمام والعلمين وسيدي عبد الرحمن وقرى الساحل الشمالي ومدينة النوبارية الجديدة ومحور العلمين - وادي النطروي كاملاً.

## المركز
مدينة الحمام هي قاعدة مركز الحمام إدارياً، ويضم المركز 7 قرى وهي:
| القرية      | عدد السكان (تقدير 2018) | التوابع |
| ----------- | ----------------------- | --- |
| العميد      |                         | صابر مسعود، زعبار، مرقيق، موسى على، الزاوية، عبدالرؤف، ابو بكر يونس، لوجلى، عبدالصادق، الشيخ مستور، العمده، خميس حمد، محمد مسعود، سليمان صابر، عرابى، فضل، رجب شنينة، نجع عيسى ابو بكر، نجع عمران |
| ساحل العميد |                         | نجع عوض، نجع رحومه، نجع أمبيو، نجع فضيل، نجع الورل، نجع الساعدي، نجع عبد النبى، نجع معتوق، نجع الأسود، نجع موسى                                                                                   |
| الشمام      |                         | قبلى الجباسات، خليل حماد، نجع فؤاد، الحمد، نجع وحيده، نجع المغاوره نجع عفون، نجع كريمش، نجع الساعدى                                                                                               |
| أولاد مسعود |                         | |
| بنجر السكر  |                         | |
| السلام      |                         | |

## محـمية العميد
تقع محمية العميد على الساحل الشمالي الغربي لمصر، وتبلغ مساحتها الحالية 705 كم2، وقد سبق وأن أعلنتها منظمة اليونسكو العالمية عام 1981 كمحمية محيط حيوي في إطار برنامج الإنسان والمحيط الحيوي، وكانت مساحة المحمية في هذا الوقت 1كم2، ثم أعلنت المحمية من جهاز شئون البيئة.
في إطار القانون 102 لسنة 1983 بموجب قرار السيد رئيس مجلس الوزراء رقم 671 لسنة 1986، وكانت مساحة المحمية في ذاك الوقت 150كم2، ونظراً للتوسع في الأنشطة المقامة بالمنطقة تم تعديل حدود المحمية بموجب قرار رئيس مجلس الوزراء رقم 3276 لسنة 1996 لتصبح مساحتها 7 05كم2، تمتد من أمام علامة الكيلومتر 70 على طريق الإسكندرية مطروح السايلى جهة الشرق وبطول 30كم جهة الغرب، وبعمق 23.5 كم من شاطئ البحر المتوسط لجهة الجنوب، وتعتبر منطقة العميد من أفضل مناطق الساحل الشمالي الغربي لمصر من حيث احتوائها على نماذج عديدة ومتباينة من البيئات والمجتمعات البيولوجية وأنماط استخدام الأراضي والمستوطنات السكانية الصحراوية، وقد أظهرت البحوث البيئية أن منطقة العميد من أغنى مناطق مصر في تنوعها الحيوي النباتي والحيواني الذي يشمل أكثر من 864 نوع موزعة على 6 بيئات طبيعية هي البيئة البحرية ـ بيئة الكثبان الرملية الساحلية ـ بيئة المنخفضات الملحية ـ بيئة المنخفضات غير الملحية ـ بيئة الأراضي والسهول الداخلية.